# プーサイソンクラーム
プーサイソンクラーム（タイ語: ปู่ไสสงคราม、英語: Phaya Sai Songkhram）は、タイのスコータイ王朝の主権者の一人。
ラームカムヘーン大王亡き後は、ルータイが王位を継承する予定であったが、ルータイが中国に出かけていてスコータイ国内に不在であったため、ルータイが帰ってくるまでの一時的な主権者としてスコータイを統治した。王位には就かなかった。